# أندرسون ميتشيل
أندرسون ميتشيل (بالإنجليزية: Anderson Mitchell )‏ (و. 1800 – 1876 م) هو سياسي، وقاضي، ومحامي، من الولايات المتحدة الأمريكية، كان عضوًا في حزب اليمين، توفي عن عمر يناهز 76 عاماً.

## مناصب
تولى منصب عضو مجلس النواب الأمريكي، وعضو مجلس نواب ولاية كارولينا الشمالية.